# Acalypha eugenifolia
Acalypha eugenifolia é uma espécie de flor do gênero Acalypha, pertencente à família Euphorbiaceae.